# Mārtiņš Rubenis
Mārtiņš Rubenis (Riga, 26 settembre 1978) è un ex slittinista lettone.
È stato il primo atleta a conquistare una medaglia ai Giochi olimpici invernali per la Lettonia.

## Biografia
Iniziò a gareggiare per la nazionale lettone nelle varie categorie giovanili nella specialità del singolo, ottenendo quali migliori risultati la medaglia d'oro nel singolo e quella d'argento nella gara a squadre ai campionati mondiali juniores di Sigulda 1998.
A livello assoluto esordì in Coppa del Mondo nella stagione 1997/98, conquistò il primo podio il 21 novembre 2004 nel singolo a Sigulda (2°) e la prima vittoria il 6 novembre 2005 nella gara a squadre sempre sulla pista lettone. In totale trionfò in due tappe di coppa (esclusivamente nelle prove a squadre) e in classifica generale, come miglior risultato, si piazzò al sesto posto nella specialità del singolo nella stagione 2006/07.
Partecipò a cinque edizioni dei Giochi olimpici invernali, sempre nella specialità del singolo: a Nagano 1998 si classificò al quattordicesimo posto, a Salt Lake City 2002 non riuscì a portare a termine la gara, a Torino 2006 conquistò la medaglia di bronzo, a Vancouver 2010 colse l'undicesima piazza ed a Soči 2014 giunse in decima posizione; in quest'ultima occasione vinse il bronzo nella gara a squadre, in quella che fu la sua ultima competizione a livello internazionale.
Prese parte altresì a dodici edizioni consecutive dei campionati mondiali, aggiudicandosi una medaglia d'argento ed una di bronzo nelle prove individuali, rispettivamente a Sigulda 2003 ed a Nagano 2004, ed un'altra d'argento, sempre nella rassegna casalinga del 2003, nella gara a squadre. Nelle rassegne continentali conquistò quattro medaglie, tutte nelle prove a squadre, tra le quali spiccano i due titoli europei ottenuti a Cesana Torinese 2008 ed a Sigulda 2010.

## Palmarès

### Olimpiadi
- 2 medaglie:
  - 2 bronzi (singolo a Torino 2006; gara a squadre a Soči 2014).

### Mondiali
- 3 medaglie:
  - 2 argenti (singolo, gara a squadre a Sigulda 2003);
  - 1 bronzo (singolo a Nagano 2004).

### Europei
- 4 medaglie:
  - 2 ori (gara a squadre a Cesana Torinese 2008; gara a squadre a Sigulda 2010);
  - 1 argento (gara a squadre a Sigulda 2014);
  - 1 bronzo (gara a squadre a Winterberg 2006).

### Mondiali juniores
- 2 medaglie:
  - 1 oro (singolo a Sigulda 1998);
  - 1 argento (gara a squadre a Sigulda 1998).

### Coppa del Mondo
- Miglior piazzamento in classifica generale nel singolo: 6° nel 2006/07.
- 8 podi (6 nel singolo, 2 nelle gare a squadre):
  - 2 vittorie (tutte nelle gare a squadre);
  - 3 secondi posti (tutti nel singolo);
  - 3 terzi posti (tutti nel singolo).

#### Coppa del Mondo - vittorie
| Data            | Luogo   | Paese    | Disciplina                                                |
| --------------- | ------- | -------- | --------------------------------------------------------- |
| 6 novembre 2005 | Sigulda | Lettonia | Gara a squadre con Andris Šics, Juris Šics e Anna Orlova  |
| 9 dicembre 2006 | Calgary | Canada   | Gara a squadre con Andris Šics, Juris Šics e Maija Tīruma |